# Appetite for Destruction (singel)
Appetite for Destruction (z ang. Apetyt na destrukcję) – singel amerykańskiego zespołu hip-hopowego N.W.A, który promował album pt. Niggaz4Life.

## Lista utworów
Źródło.
1. „Appetite For Destruction (Clean Version)”
2. „Appetite For Destruction (Album Version)”